# Пођо Вале (Терамо)
Пођо Вале (итал. Poggio Valle) је насеље у Италији у округу Терамо, региону Абруцо.
Према процени из 2011. у насељу је живело 31 становника. Насеље се налази на надморској висини од 983 м.